# ТСЦ (футбольный клуб)
«ТСЦ Бачка Топола» (серб. ФК ТСЦ Бачка Топола) — сербский футбольный клуб из города Бачка-Топола, в автономном крае Воеводина. Клуб основан в 2005 году, гостей принимает на стадионе «ТСЦ Арена», который вмещает 5 000 зрителей.

## Названия
- 1913–1930: Топояи (Topolyai Sport Club)
- 1930–1942: ЮАК (JAK Bačka Topola)
- 1942–1945: Топояи (Topolyai SE)
- 1945–1951: Эдьсег (FK Egység)
- 1951–1974: Топола (FK Topola)
- 1974–2003: АИК (FK AIK Bačka Topola)
- 2005–2013: Бачка-Топола (FK Bačka Topola)
- 2013–н.в.: ТСЦ (FK TSC)

## История

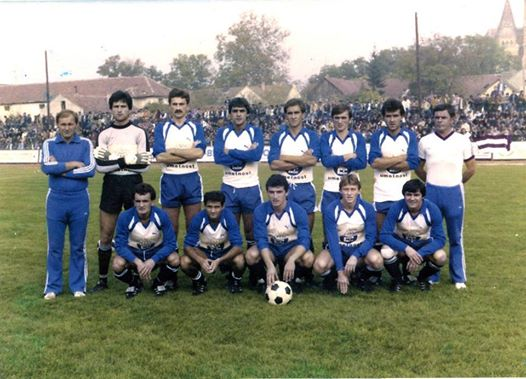
«АИК Бачка-Топола» в 1986 году

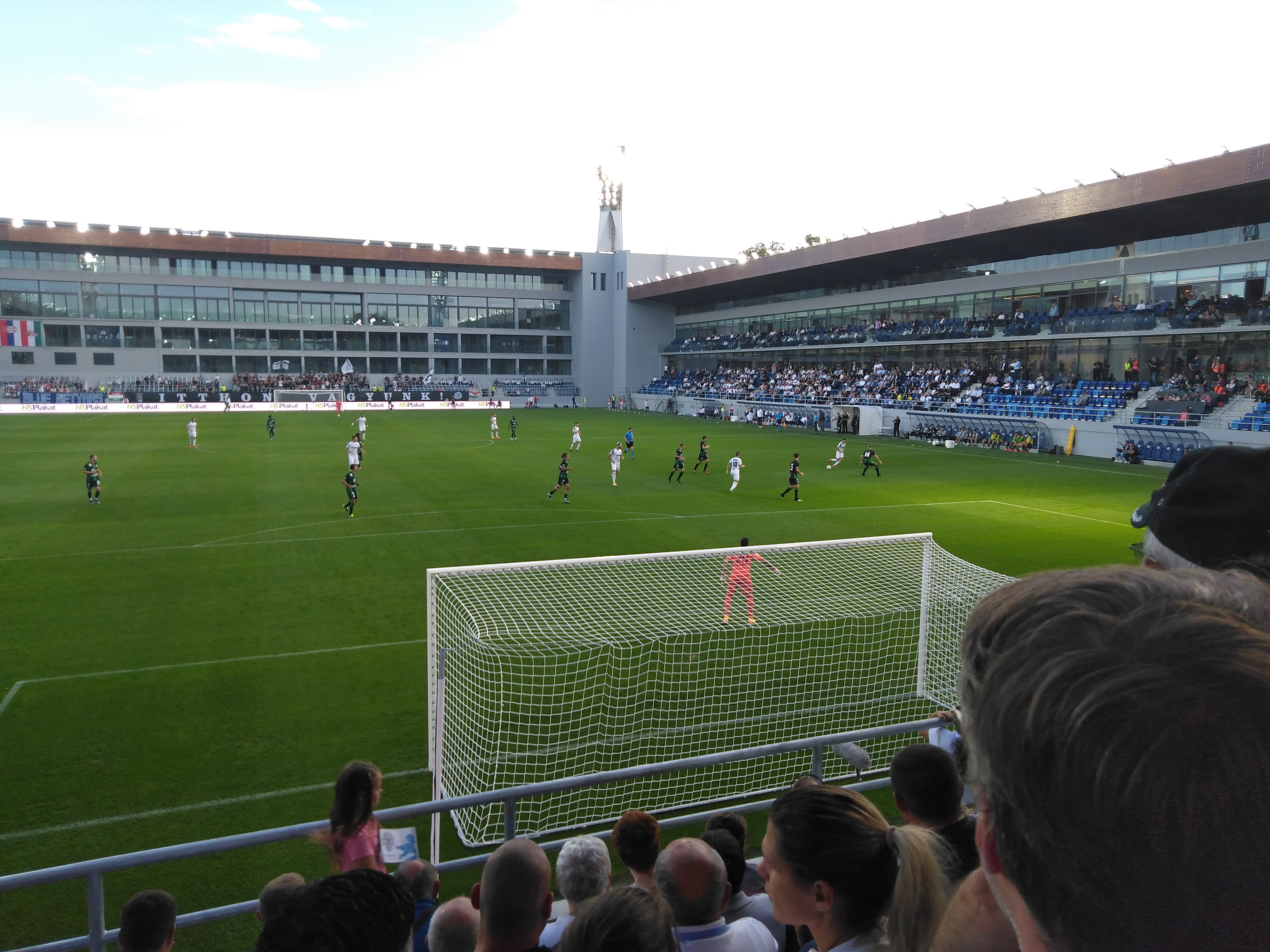
Один из матчей команды в 2021 году

Клуб был основан в 1913 году под названием «Топояи» (венг. Topolyai Sport Club). В тот момент это была территория Австро-Венгрии и клуб стал выступать в низших венгерских лигах. Вскоре началась Первая мировая война, после которой регион Банат, Бачка и Бараня стал частью Королевства сербов, хорватов и словенцев, и клуб сменил название на сербское — ТСК (сербохорв. Тополский спортски клуб). В 1929 году название государства было изменено на Югославию, в результате чего в 1930 году и клуб сменил название на «Югославский атлетический клуб Бачка-Топола» (сербохорв. Jugoslovenski Atletski Klub Bačka Topola).
Во время Второй мировой войны территория вновь оказалась во власти Венгрии и клуб выступал во Втором дивизионе Венгрии, завершив сезон в 1942 году его на втором месте. После войны область вернулась в Югославию, и клуб был переименован в «Эдьсег» (венг. FK Egység), а в 1951 году снова меняет название, на этот раз на «Топола» (сербохорв. FK Topola). Клуб играл в Суботицкой региональной лиге, а позже вышел в Лигу Сербии, третьего по уровню дивизиона Югославии.
В 1974 году клуб объединился с другой местной командой «Панония» и сменил свое название на «АИК Бачка-Топола» (сербохорв. FK AIK Bačka Topola). В 1980 году АИК выиграл Лигу Воеводины и вышел во Вторую лигу СФРЮ. Во втором по уровню дивизионе страны клуб провел пять сезонов в 1980-х: четыре подряд с 1980 по 1984 год и сезон 1985/86. После этого с 1986 по 1996 клуб выступал в третьем дивизионе Югославии.
После нескольких сезонов в региональных лигах клуб вернулся в третий дивизион в 1999 году и оставался в нём до 2003 года. В конце сезона 2002/03 года из-за финансовых трудностей основная команда прекратила свое существование и в клубе остались только молодёжные команды. Среди наиболее известных воспитанников академии клуба стали игроки сборной Душан Тадич и Никола Жигич.
В 2005 году команда объединилась с клубом «Байша» и возобновила свою деятельность, заняв место «Байши» в Лиге Воеводины, четвёртом дивизионе страны, где стала выступать под названием «Бачка-Топола». В сезоне 2010/11 клуб поднялся в Сербскую Лигу и после 13 лет вернулся в третий дивизион.
К 100-летию клуба в 2013 году команда сменила название на ТСЦ, в том же году клуб вылетел обратно в четвёртый дивизион. В сезоне 2014/15 клуб снова вернулся на третий уровень сербского футбола, а по окончании сезона 2016/17 два первых места, «Братство 1946» и «Омладинац» отказались от выхода в Первую лигу, поэтому ТСЦ, который был третьим, получил возможность повыситься в классе. В дебютном сезоне во втором дивизионе команда заняла четвёртое место в сезоне 2017/18, а на следующий год стала первой, благодаря чему в сезоне 2019/20 впервые в своей истории сыграла в Суперлиге Сербии.
Сезон 2022/23 клуб завершил с серебряными медалями, таким образом клуб впервые в истории получил право на участие в третьем квалификационном раунде Лиги чемпионов УЕФА.

## Достижения
- Суперлига Сербии
  - 2-е место (1): 2022/23
  - 3-е место (1): 2023/24

- Первая лига Сербии
  - Победитель (1): 2018/19

- Сербская лига Воеводина (Вторая лига Сербии)
  - 2-е место (1): 2015/16

- Воеводина Лига (Третья лига Сербии)
  - Чемпион (2): 1979/80, 1984/85
  - 2-е место (3): 1977/78, 1986/87, 1987/88

## Состав

### Текущий состав
| №  |                         | Поз. | Имя                                   | Год рождения |
| -- | ----------------------- | ---- | ------------------------------------- | ------------ |
| 1  | Флаг Сербии             | Вр   | Никола Симич                          | 1996         |
| 2  | Флаг Сербии             | Защ  | Митя Попович                          | 2007         |
| 3  | Флаг Камеруна           | Защ  | Франк Баньяк                          | 1995         |
| 4  | Флаг Сербии             | Защ  | Вукашин Кристич                       | 2003         |
| 5  | Флаг Сербии             | Защ  | Душан Стеванович                      | 1996         |
| 6  | Флаг Сербии             | ПЗ   | Алекса Пеич                           | 1999         |
| 7  | Флаг Сербии             | ПЗ   | Милан Радин                           | 1991         |
| 8  | Флаг Сербии             | Нап  | Саша Йованович                        | 1991         |
| 9  | Флаг Сербии             | Нап  | Марко Лазетич (аренда из «Милан»)     | 2004         |
| 10 | Флаг Северной Македонии | ПЗ   | Андрей Тодоровски                     | 1999         |
| 11 | Флаг Сербии             | ПЗ   | Иван Милосавлевич                     | 2000         |
| 12 | Флаг Сербии             | Вр   | Велько Илич                           | 2003         |
| 14 | Флаг Сербии             | ПЗ   | Петар Станич                          | 2001         |
| 15 | Флаг Сербии             | ПЗ   | Стефан Младенович                     | 2007         |
| 16 | Флаг Сербии             | ПЗ   | Александар Станчич                    | 2006         |
| 17 | Флаг Сербии             | ПЗ   | Михайло Милосавич                     | 2004         |
| 18 | Флаг Сербии             | ПЗ   | Михайло Баняц (аренда из «Краснодар») | 1999         |

| №  |                       | Поз. | Имя              | Год рождения |
| -- | --------------------- | ---- | ---------------- | ------------ |
| 19 | Флаг Сербии           | Вр   | Илья Пантелин    | 2007         |
| 20 | Флаг Сербии           | ПЗ   | Стефан Томович   | 2008         |
| 21 | Флаг Сербии           | ПЗ   | Драголюб Савич   | 2001         |
| 22 | Флаг Сербии           | Защ  | Стефан Йованович | 1994         |
| 23 | Флаг Сербии           | Вр   | Неманя Йоргич    | 1988         |
| 24 | Флаг Хорватии         | Нап  | Милош Йовичич    | 2006         |
| 25 | Флаг Сербии           | Защ  | Матея Джорджевич | 2003         |
| 27 | Флаг Сербии           | Нап  | Милош Пантович   | 2002         |
| 29 | Флаг Республики Конго | Нап  | Престиж Мбунгу   | 2000         |
| 30 | Флаг Сербии           | Защ  | Неманя Петрович  | 1992         |
| 31 | Флаг Хорватии         | Защ  | Лука Цапан       | 1995         |
| 32 | Флаг Австралии        | Защ  | Милош Дегенек    | 1994         |
| 35 | Флаг Сербии           | ПЗ   | Давид Трайкович  | 2006         |
| 37 | Флаг Сербии           | ПЗ   | Милош Вулич      | 1996         |
| 60 | Флаг Сербии           | Защ  | Виктор Радоевич  | 2004         |
| 88 | Флаг Венгрии          | ПЗ   | Бенце Шош        | 1994         |
|    | Флаг Сербии           | ПЗ   | Андрей Петрович  | 2006         |

### В аренде
| \| № \| \| Поз. \| Имя \| Год рождения \| \| - \| \| ---- \| ------------------------------------------------ \| ------------ \| \| \| \| Нап \| Алекса Прерадов ( «Словен Рума» до 30 июня 2025) \| 2005 \| |             |      |                                                  |              |
| № |             | Поз. | Имя                                              | Год рождения |
| | Флаг Сербии | Нап  | Алекса Прерадов ( «Словен Рума» до 30 июня 2025) | 2005         |